# МТБ-82
МТБ-82 — радянський високопідлоговий тролейбус середньої місткості для внутрішньоміських пасажирських перевезень, серійно вироблявся з 1946 по 1961 рік. Головний конструктор тролейбуса Н. С. Черняков. Спочатку випуск МТБ-82 було розгорнуто на заводі № 82 Народного комісаріату авіаційної промисловості СРСР в підмосковному Тушино (в даний час Тушинский машинобудівний завод). У 1951 році виробництво перенесли на завод імені Урицького в місто Енгельс Саратовської області (в даний час ЗАТ «Тролза»). Назвою машини є абревіатура від «московський тролейбус», індекс відповідає номеру першого заводу-виробника. Прикметник московський в назві було наслідком двох причин: секретності розташування заводу № 82 і розташування Тушино поблизу від Москви; буквосполучення ТБ було в той час традиційним позначенням тролейбуса. Повне число випущених МТБ-82 перевищує 5000 машин. Це дозволило МТБ-82 зайняти висхідне  положення серед моделей тролейбусів, які працювали в СРСР того часу. Основна маса тролейбусів цього типу була списана наприкінці 60-х поч. 70-х. Останні МТБ-82 були відсторонені від роботи з пасажирами наприкінці 1983 року в Кутаїсі. Кілька збережених МТБ-82 в різних містах СНД в даний час є музейними машинами.

## Історія
Тролейбус вперше з'явившись в СРСР в 1933 році не припиняв свого розвитку і під час Німецько-радянської війни. В 1941–1945 рр. було відкрито пасажирський рух тролейбусів у ряді тилових міст СРСР, наприклад, Кірові (див. Кіровський тролейбус), Баку, Одесі. Переможне завершення війни не мислилося без відновлення і розвитку сильно зруйнованої або неабияк деградованої транспортної інфраструктури радянських міст. Тролейбус в той час розглядався як передове рішення транспортних проблем у порівнянні з «застарілими» трамваями і його розвиток активно підтримувалося на найвищому державному рівні, іноді навіть на шкоду трамвайним господарствам. Тому попит на рухомий склад для тролейбусних ліній, які відновлювалися та будувались нові, був дуже великий, але в 1945 році в СРСР не було підприємств з виробництва тролейбусів. Виробляв до війни тролейбуси марки ЯТБ завод в Ярославлі, але з її початком був перепрофільований на випуск військової продукції і не став повертатися до їх виробництва після перемоги.
Відповідно в Академії комунального господарства СРСР в 1945 році були розроблені проекти трамваїв, тролейбусів і автобусів різних типів для задоволення потреб країни в рухомому складі для громадського транспорту. В цих проектах передбачалися прогресивні на той момент технічні рішення, але життя вносило суттєві корективи в їх реалізацію. Країні був потрібний максимально простий і технологічний рухомий склад, оскільки після війни загальний рівень кваліфікації персоналу транспортних господарств був часто недостатній для експлуатації складних машин. Розробка і випуск нових тролейбусів були доручені заводу № 82 Народного комісаріату авіаційної промисловості в підмосковному Тушино. За базу для нової машини послужив довоєнний тролейбус ЯТБ-5, який так і не пішов у серію, та креслення ЯТБ-6, і, керуючись викладеними вище міркуваннями, заводчани внесли тільки найнеобхідніші зміни в його конструкцію, щоб якомога швидше приступити до серійного випуску таких потрібних країні тролейбусів.
Нова машина, що отримала назву МТБ-82, по концепції загалом повторювала ЯТБ-4 — конструкція з несучою рамою, на яку встановлювався корпус, непряма неавтоматична реостатно-контакторна система керування струмом через тяговий електродвигун (ТЕД), рясне застосування пневматичних пристроїв. Головним нововведенням в конструкції в порівнянні з довоєнними тролейбусами став суцільнометалевий корпус, зроблений з клепаних стальних листів. Спочатку корпус своєю формою повторював дизайн ЯТБ-4 з двогранним праскоподібним лобовим краєм (варіант МТБ-82А), але в ході вдосконалення конструкції тролейбуса край замінили на спрямлений вертикальний; кузов став алюмінієвим (спадщина авіаційної специфіки заводу). Дизайн кузова запозичений в американського автобуса «Дженерал Моторс» 1940 року, аналогічний кузов має автобус ЗІС-155 радянського виробництва. Так з'явилася найбільш масова модифікація МТБ-82Д, що випускалася до зняття з виробництва без будь-яких серйозних змін в конструкції.
Наприкінці 1949 року завод № 82 знову отримав велике військовий замовлення, для виконання якого потрібні всі його потужності. Однак потреба в тролейбусах тільки зросла — за перші мирні роки відкрилося ще декілька господарств у різних містах країни. Тому рішенням Ради Міністрів СРСР виробництво тролейбусів МТБ-82Д було передано в м. Енгельс Саратовської області на Завод імені Урицького (ЗіУ), де була можливість їх крупносерійного випуску. 1 травня 1951 на ЗіУ був зібраний перший МТБ-82, до кінця того ж року споживачам було відвантажено 25 тролейбусів. До 1955 року обсяг виробництва вдалося довести до 320 машин в рік. Зважаючи на просту і технологічну конструкцію МТБ-82 особливих проблем з його випуску не було.
З іншого боку, в середині 1950-х років стало ясно, що МТБ-82 вже не задовольняє вимогам часу, незважаючи на всі свої переваги. Довоєнна конструкція повністю вичерпала резерви свого розвитку. На порядок денний постало питання про розробку тролейбусів великого класу з несучим кузовом, автоматичною системою управління струмом через ТЕД, реалізації умов підвищеної комфортності поїздки для пасажирів і зручності роботи водія. В цьому відношенні МТБ-82 взагалі не витримує будь-якої критики — вузькі двері і прохід по центру салону, маленькі вікна, відсутність переднього накопичувального майданчика, і непропорційно велика кабіна водія, яка промерзала взимку наскрізь. Все це було наслідком того, що на момент створення МТБ-82 стояло питання тільки про забезпечення перевезень пасажирів, а вимоги про комфортність поїздки практично не приймалися до уваги.
Тому з 1956 року ЗіУ розпочав роботи по створенню нової машини. Після експериментальних ТБУ-1 був побудований і успішно випробуваний ЗіУ-5 — тролейбус нового покоління, який реалізував у своїй конструкції всі згадані вище технічні рішення. Як тільки було отримано схвалення на серійний випуск ЗіУ-5 в 1959 році, МТБ-82Д продовжували дрібносерійно випускати до 1962 року.
Кузовні панелі тролейбуса МТБ-82 були використані при розробці нової моделі трамвайного вагона МТВ-82. При цьому слід зазначити, що конструкція трамвая і тролейбуса різниться настільки сильно, що ступінь уніфікації цих транспортних засобів був вельми невеликий. У випадку МТБ-82 і МТВ-82 уніфікованими були тільки деталі кузова і ряд допоміжних пристроїв електро-і пневмообладнання. Примітний той факт, що використання тролейбусного кузова в першій, «широколобій» модифікації МТВ-82 себе не виправдало, і у велику серію пішов звужений варіант трамвайного кузова, який мав ще менше частин і агрегатів, взаємозамінних з МТБ-82.

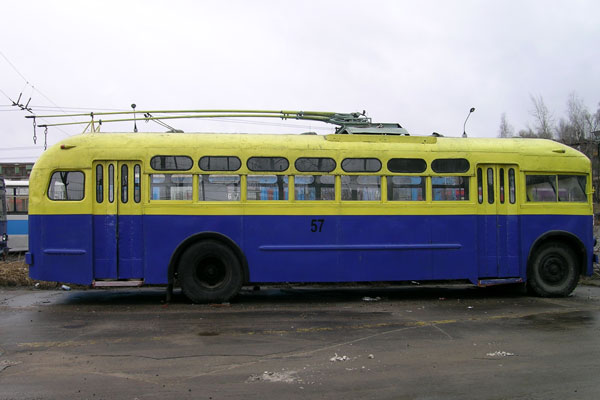
Вигляд по правому борту
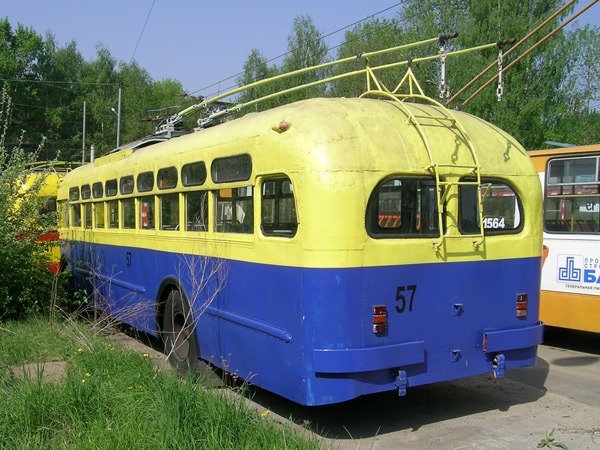
Вигляд ззаду зліва
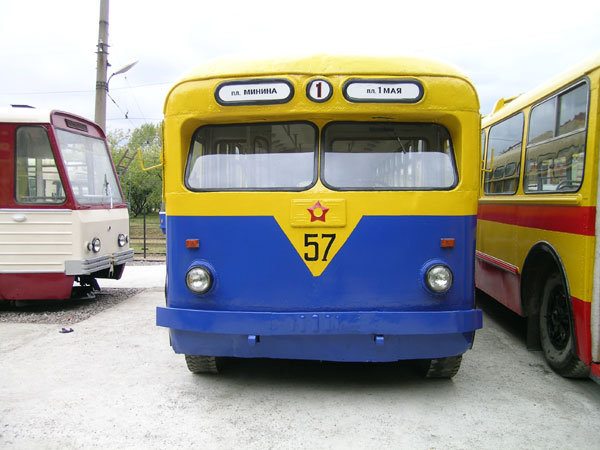
Вигляд спереду
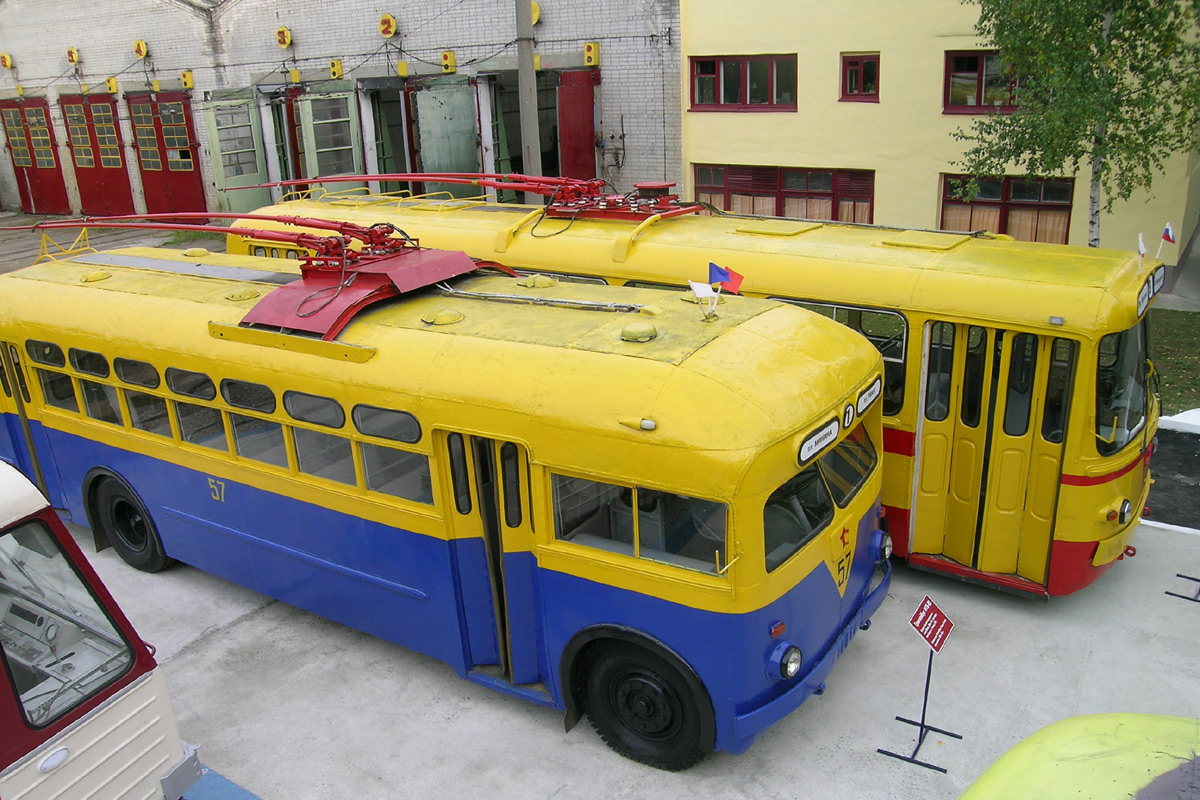
Вигляд спереду справа зверху

## Виробництво
Як згадувалося вище, серійне виробництво МТБ-82 було розгорнуто з 1946 по 1950 рік на заводі № 82 Народного комісаріату авіаційної промисловості та з 1951 по 1960 рік на заводі імені Урицького. Проте обсяг випущених машин цієї марки не встановлено досі. Оскільки завод № 82 був секретним підприємством, то випущені на ньому тролейбуси не мали заводських номерів та табличок, його документація мала грифи секретності і, відповідно, не публікувалася у відкритих джерелах. Проте, по ряду непрямих ознак можна стверджувати, що обсяг випущених на заводі № 82 тролейбусів був значно менше, ніж на ЗіУ (хоча б з мотивації перенесення виробництва на потенційно великі потужності і довший термін випуску). Архіви ЗАТ «Тролза» також є закритими для широкої публіки, але за даними офіційного сайту підприємства, ЗіУ — ЗАТ «Тролза» випустив всього понад 65 000 тролейбусів. З них понад 42 000 складають ЗіУ-9 різних модифікацій, близько 17 000 — ЗіУ-5, а решта 5000 припадають на частку МТБ-82. Разом з невизначеною, але значно меншою кількістю випущених «тушинських» МТБ-82 це дає можливість стверджувати про те, що загальна кількість побудованих МТБ-82 перевищує 5000 штук. Візуальною відзнакою «тушинських» машин від «Енгельських» була лобова емблема: перші прикрашалися характерною Т-подібною «пташкою», а другі — виштамповкою з п'ятикутною зіркою.
Київський завод електротранспорту взявши за основу МТБ-82 виробляв тролейбуси Київ-2 та Київ-4 які працювали не лише в столиці а й у інших містах України.
Також на базі МТБ-82 вагоноремонтний завод в Сокольниках (СВАРЗ) переробляв і випускав деякі інші види тролейбусного рухомого складу (МТБЕС, ТБЕС). Довоєнні машини серії ЯТБ на цьому підприємстві також перероблялися під кузов та обладнання МТБ-82, але трохи в іншому вигляді, ніж Тушинский МТБ-82М. Такий варіант модернізованих тролейбусів отримав назву МТБ-10. Згодом СВАРЗ випускав причепи та зчленовані тролейбуси СВАРЗ-ТС на базі МТБ-82.

## Робота в містах СРСР і за кордоном

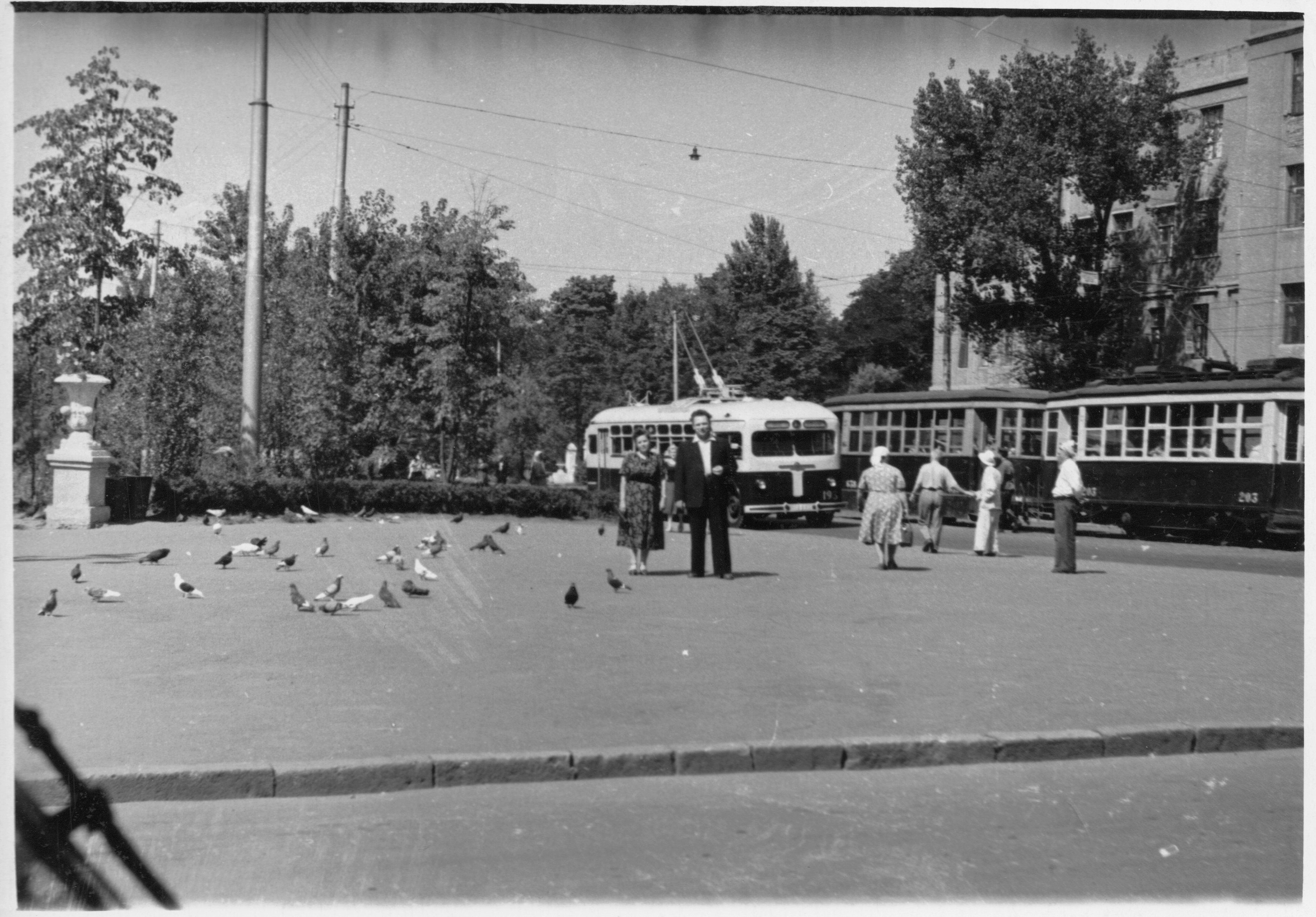
МТБ-82 в Харкові, 1950

МТБ-82 централізовано постачався в переважну більшість працюючих в 1946–1960 рр. тролейбусних господарств СРСР. Оскільки в той час інших вітчизняних виробників тролейбусів, окрім заводу № 82 і з 1951 року ЗіУ, не існувало, то аж до свого зняття з виробництва МТБ-82 був безальтернативним варіантом. У вже існуючих до 1946 року тролейбусних господарствах МТБ-82 працювали спільно з довоєнними машинами ЯТБ, а у новостворених до 1960 року вони були першовідкривачами руху і займали монопольне становище — інших марок рухомого складу там просто не існувало. Навіть після початку масового випуску ЗіУ-5 питома частка МТБ-82 ще досить довго залишалася значною. МТБ-82 працювали в Києві, Москві, Ленінграді, Мінську, Горькому, Красноярську, Кишеневі, Баку, Куйбишеві, Харкові, Воронежі та багатьох інших містах СРСР.
Після закінчення серійного випуску МТБ-82 вони ще довго працювали на міських маршрутах і списувалися найчастіше не через технічний стан (він більш ніж дозволяв подальшу експлуатацію), а як морально застарілі машини. Через наявність постачання більш численних ЗіУ-5, а згодом і ЗіУ-9, не було сенсу намагатися зберегти старі машини. Тому в основному до 1970–1975 рр. МТБ-82 зникли з вулиць міст СРСР, а нечисленні тролейбуси цієї марки, які залишились, стали службовими або музейними машинами. В деяких тролейбусних господарствах Грузії МТБ-82 працювали до початку 1980-х років, були окремі випадки і в інших тролейбусних системах, коли МТБ-82 «затримувалися на роботі». Наприклад, в Горькому (1947–1971) вкрай вузькі і невеликі приміщення депо № 1 у Нагірній частині міста не могли обслуговувати габаритні ЗіУ-5, тому до 1971 року воно працювало тільки з МТБ-82, тоді як в Зарічній частині ЗіУ-5 їх повністю витіснили.
МТБ-82 працювали також у ряді закордонних країн соціалістичного блоку: Болгарії, Угорщині, Румунії та Югославії.

## Модифікації
Основними модифікаціями тролейбуса МТБ-82 є:
- МТБ-82А — перший варіант машини зі сталевим кузовом. Цю модифікацію легко відрізнити по двогранній «праскоподібній» лобовій частині за зразком довоєнних тролейбусів ЯТБ-4. На МТБ-82А встановлювався ТЕД марки ДК-201 потужністю 74 кВт.
- МТБ-82Д — основний масовий варіант тролейбуса, запущений в серію у 1947 році. Матеріал кузова для полегшення замінили на алюміній, лобовий край став плоский, двигун замінили на більш потужний ДК-202Б потужністю 80 кВт (в деяких джерелах [де?] згадується 86 кВт), у зв'язку з цим були внесені невеликі зміни в схему електрообладнання.
- МТБ-82М — модернізація довоєнних машин серії ЯТБ шляхом подовження рами і установки кузова від МТБ-82А (а згодом і МТБ-82Д) в 1946–1948 рр. Модернізований таким чином тролейбус зовні практично нічим не відрізнявся від оригінальних МТБ-82А або МТБ-82Д і порівняно з ними мав трохи більшу масу.

В одиничному екземплярі був побудований варіант МТБ-ВСХВ для обслуговування лінії на Всесоюзній сільськогосподарській виставці. Від серійних машин цей тролейбус зовні відрізнявся відсутністю маленьких овальних вікон для стоячих пасажирів, так як основні вікна були збільшені по висоті аж до закінчення піддахового скосу. Закруглені борти даху оснащувалися поздовжньою горизонтальною лінією декоративних вогнів.
Деякі з серійних «експортних» МТБ-82 мали відмінне від стандартного оформлення лобової частини — велику хромовану декоративну решітку. Однак немає жодних даних про те, чи робилося таке оформлення на заводі, або воно було місцевою самодіяльністю.

## Оцінка проєкту
На момент появи МТБ-82 був класичним тролейбусом у своєму класі і за винятком суцільнометалевого кузова не мав будь-яких помітних нововведень у своїй конструкції порівняно з довоєнним ЯТБ-5 (який, щоправда, так і не пішов у серію). З іншого боку, застосування перевірених багаторічною практикою технічних рішень і відсутність економії на матеріалах дозволили отримати виключно просту і надійну машину. Водії-ветерани нижньогородського тролейбусного депо № 1 інколи скептично і навіть на грані кпини казали новачкам, що ЗіУ-5 і ЗіУ-9 такі ж пестуни, як і новачки-водії. Як своєрідний «тест на профпридатність» новачкові пропонувалося запустити в лінію МТБ-82, який довго стояв у резерві, у якого «трава в салоні виросла». Добре знання техніки, просте влаштування МТБ-82 і його невимогливість до навколишніх умов робили це завдання хоч і важким, але цілком реальним. ЗіУ-5 і ЗіУ-9 після довгого простою вимагали куди більш серйозного втручання. Однак на цьому список переваг МТБ-82 закінчувався.
Список недоліків МТБ-82 був значно більш об'ємним, причому це стосувалося як роботи водія, так і комфорту пасажирів. Рамна конструкція разом з кузовом мала досить велику масу: цей показник у МТБ-82 становив 9,25 т, а у ЗіУ-5 — 9,8 т. При цьому останній був класом вище — тролейбусом великої місткості, а не середньої, як МТБ-82. Підсилювач керма на МТБ-82 був відсутній, що вимагало від водія великої фізичної сили і витривалості. Також водій був зобов'язаний чітко виконувати часову послідовність включення пускових опорів при розгоні. Хоча система управління мала захист від неправильного їх включення, але кожна позиція контролера мала певний граничний час включення. Його перевищення загрожувало перегрівом і згоранням пускогальмівних опорів. З ходових позицій тільки 8-ма й 11-та дозволяли необмежений час руху, тому володіння педаллю ходу у водія МТБ-82 має бути відточеним до автоматизму. Постійна зміна позицій контролера при розгоні-гальмуванні не найкращим чином позначалося на стомлюваності водія. Тому впровадження автоматичного сервокерування при комутації пускогальмівних опорів було однією з найбільш важливих вимог до наступного покоління тролейбусів. У зимовий час непропорційно велика кабіна водія погано опалювалася, за спогадами нижньогородських жінок-водіїв, «сидить вожата, закутана в шубу як квочка», і веде свою машину як танк, дивлячись через вузьку оглядову щілину в зледеніле лобове скло у малопотужного віконного обігрівача.
Комфорт у пасажирів при поїздці на МТБ-82 практично був відсутній. Дуже вузькі двері та відсутність переднього накопичувального майданчика утрудняли вхід і вихід, провезення габаритного багажу чи дитячого візочка. Прохід між дворядними сидіннями в середині салону був неширокий, а самі сидіння розташовувалися дуже близько один до одного. Досить буде сказати, що в МТБ-82 було 38 сидячих місць при повній місткості 86 чоловік, а в ЗіУ-5 — 35 і 112 відповідно. Низькі вікна ускладнювали огляд пасажирам, що їхали стоячки (а при відсутності точки радіотрансляції не було іншого способу дізнатися потрібну зупинку, окрім як заглянувши у вікно), невисока стеля ускладнювала проїзд людям високого зросту.

## Опис конструкції

### Рама і кузов

Планування салону

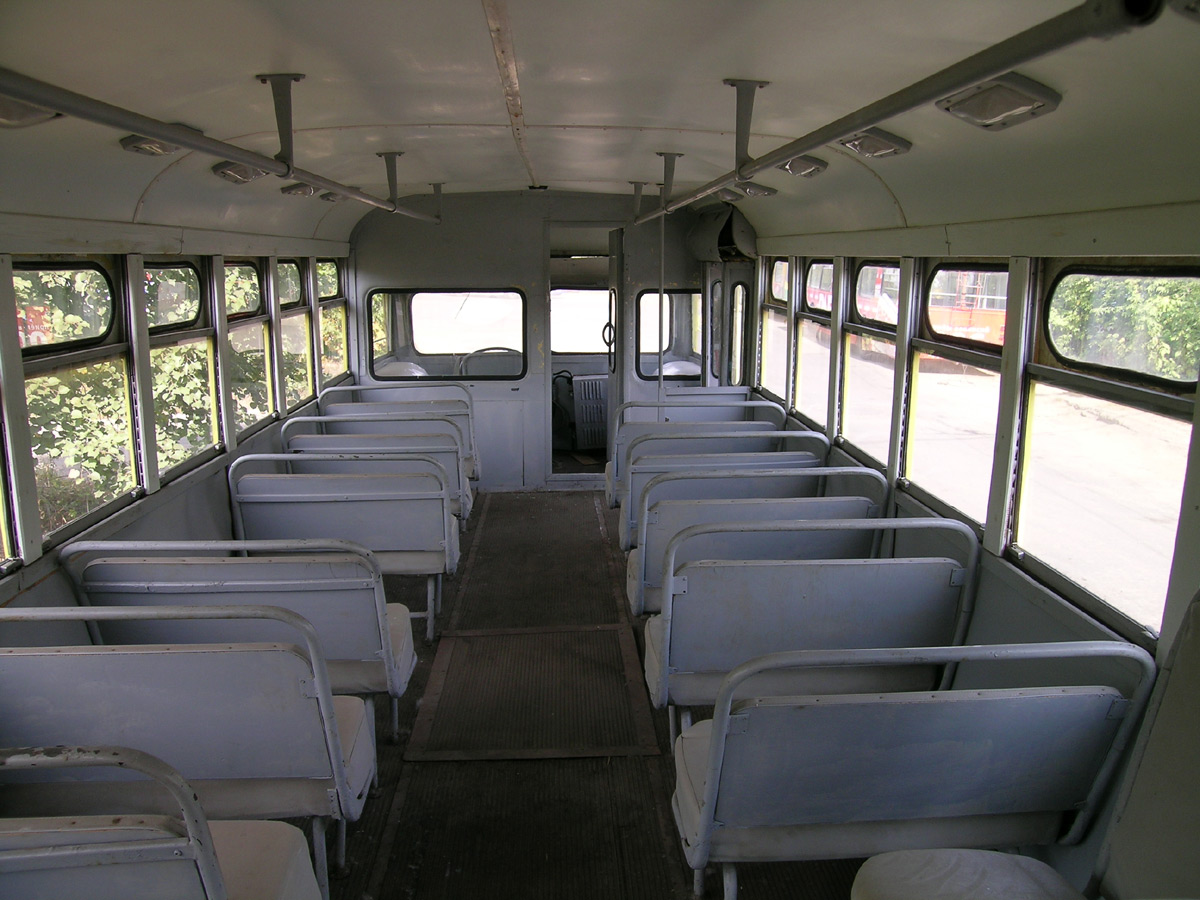
Інтер'єр МТБ-82. Вид в носовий край пасажирського салону

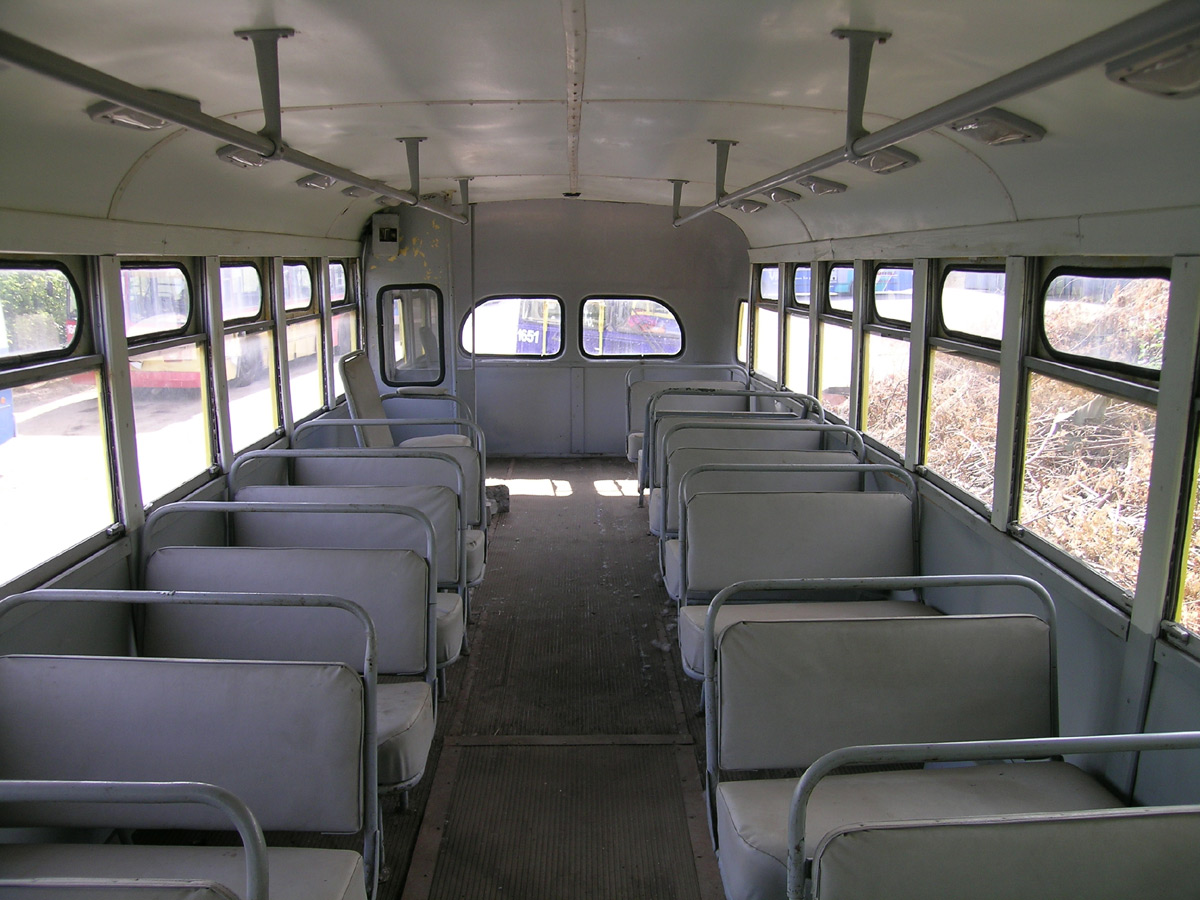
Інтер'єр МТБ-82. Вид в кормовий край пасажирського салону

Тролейбус МТБ-82 являє собою машину рамної конструкції: всі вузли та агрегати монтуються на рамі, яка сприймає все статичні і динамічні навантаження, забезпечуючи необхідну міцність всьому тролейбусу в цілому. Рама МТБ-82 складається із сполучених між собою зварюванням двох поздовжніх лонжеронів і декількох поперечних ферм. До цих силових несучих елементів кріпляться всі основні вузли та агрегати тролейбуса — кузов, тяговий двигун ДК-202Б, балки переднього і заднього мостів на підвісці з напівеліптичних листових ресор, пневмокомпресор і балони для стисненого повітря.
Кузов МТБ-82 являв собою зварний остов з гнутих профілів різної товщини і перерізу, обшитий алюмінієвими кузовними панелями, які приклепувалися до несучих конструкцій каркаса кузова. Кузов кріпився до рами тролейбуса і в принципі міг бути замінений на інший в разі будь-яких ушкоджень. Зсередини кузов обшивався фанерою, для поліпшення естетичного сприйняття пасажирами ряд металевих деталей (поручні, ручки, віконні елементи) хромувалися. Дощана підлога настеляється на раму і покривався гумовим покриттям. Для доступу до ряду вузлів і агрегатів в підлозі були зроблені люки. В МТБ-82 ставилися м'які сидіння диванного (на пружинах) типу. В процесі серійного виробництва рама і кузов МТБ-82 залишалися практично незмінними.
Кузов має два дверні портали: один в задньому звисі, інший позаду колісної арки переднього моста. У дверних порталах встановлювалися ширмові двері. З внутрішньої сторони кузова над дверними порталами встановлені коробки для пневматичних приводів відкриття і закриття дверей. Кабіна водія відділяється від пасажирського салону плоскою перегородкою зі вхідними дверима і двома склами.
Зовні кузов тролейбуса на заводі фарбувався автоемалями за типовою схемою: борта і спідниця насиченого синього кольору, верх жовтий. Інші схеми розфарбування були, як правило, деповською самодіяльністю на місцях. Нижньогородський музейний МТБ-82 відтворює заводську схему забарвлення тролейбусів цього типу.
У цілому рама і кузов МТБ-82 мали більш ніж достатній запас міцності і довголіття. Гарна виробнича дисципліна кінця 1940-х — 1950-х років і увага до якості продукції, що випускається дозволили звести до нуля вплив потенційно деструктивної електрохімічної корозії алюмінієвого кузова від контакту зі сталевою рамою. Нижньогородський музейний МТБ-82 після 20 років роботи і наступних 20 років стояння в занедбаному стані просто неба цілком задовільно зберіг свій корпус. Хоча в даний час він також експонується просто неба, його корпус і рама ретельно фарбуються щоб уникнути подальшої корозії матеріалів.

### Мости

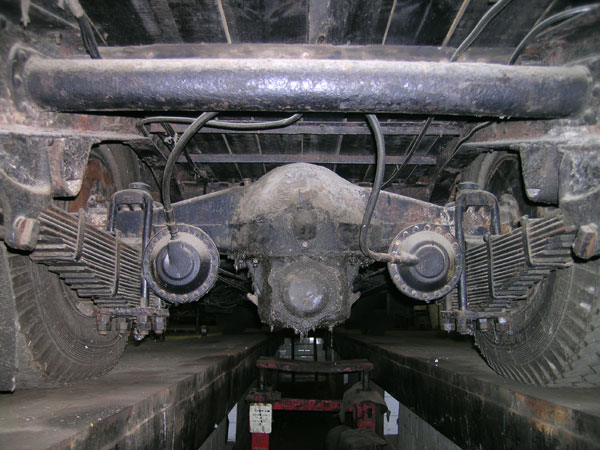
Задній міст тролейбуса МТБ-82

МТБ-82 є двовісним тролейбусом, у якого ведучими колесами є задні, а передні служать для завдання і зміни напряму руху. Колеса, півосі, елементи гальмівних механізмів і підвіски зібрані в окремий конструктивний вузол — так званий міст. Обидва моста підвішуються до рами МТБ-82 на напівеліптичних листових ресорах. Передній і задній мости істотно різняться за конструкцією, так як, окрім загальних функцій, вони виконують свої специфічні завдання. Передній міст є менш масивним і складним по влаштуванню, ніж задній, він містить в собі механізм повороту коліс. Задній міст складається з масивної балки, що прикриває півосі коліс і диференціал черв'ячного типу, що передає обертальний момент від тягового електродвигуна через карданний вал на півосі коліс.

### Пневмообладнання

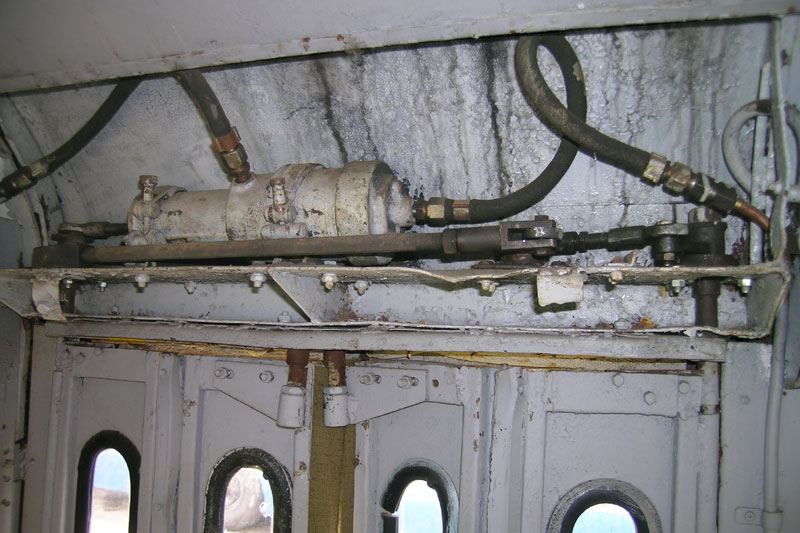
Пневмневмопривід дверей тролейбусу МТБ-82

Тролейбус МТБ-82 оснащувався великим набором пневматичного обладнання для забезпечення роботи багатьох вузлів і агрегатів машини. Воно включало в себе компресор, що приводиться в дію допоміжним електромотором, фільтр для очищення забортного повітря, резервуари для його зберігання, електропневматичний регулятор тиску в системі, механічний клапан аварійного стравлення на випадок відмови регулятора тиску, головну магістраль і споживачі стисненого повітря. До останніх відносилися пневмоприводи барабанних гальм на обох мостах тролейбуса, механізми відкриття і закриття дверей, приводи склоочисників.

### Електрообладнання
Електрообладнання тролейбуса МТБ-82 отримує живлення безпосередньо від дводротової тролейбусної контактної мережі з напругою 550 В за допомогою штангових струмоприймачів. До його складу входять:
- тяговий електродвигун (ТЕД) змішаного збудження ДК-202Б;
- пускогальмівні опори;
- контактори групового реостатного контролера;
- контролер водія (реверс тягового електродвигуна);
- радіореактор для придушення перешкод радіоприйому;
- мотор-компресор пневмосистеми машини;
- кола зовнішнього освітлення, світлової та звукової сигналізації;
- кола внутрішнього освітлення пасажирського салону і кабіни водія;
- кола обігріву пасажирського салону і лобового скла.

Деякі з пристроїв-споживачів електроенергії є низьковольтними, однак МТБ-82 не має повністю гальванічно розв'язаної з контактною мережею низьковольтної підсистеми. Замість цього різноманітні споживачі послідовно підключаються між собою таким чином, щоб сумарне падіння напруги на них становило 550–600 В. Наприклад, таким чином з'єднані лампи освітлення пасажирського салону номіналом в 120 В; деякі з одиночних пристроїв-споживачів електроенергії підключені через обмежувальні (баластні) опору. У разі зникнення напруги в контактній мережі, відриву від неї штанг, або на стоянці з опущеними штангами аварійне освітлення салону і кабіни водія, звуковий сигнал, зовнішня світлова сигналізація також можуть отримувати електроживлення від акумуляторних батарей. Хоча за певних умов можливе проходження електричного струму від акумуляторних батарей через ТЕД, рух МТБ-82 за рахунок запасеної в акумуляторах енергії є неможливим — обмежувальні опори і мале напруга акумуляторів не дозволяють отримати достатній пусковий струм і обертаючий момент.

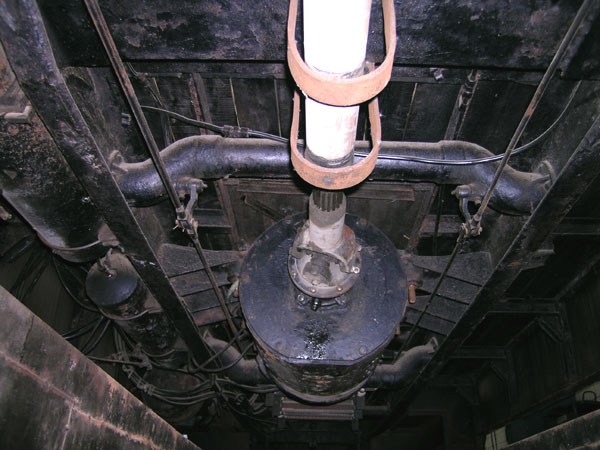
Тяговий електродвигун ДК-202Б тролейбуса МТБ-82

Головними вузлами електрообладнання МТБ-82 є тяговий електродвигун ДК-202А потужністю 80 кВт і система керування проходження через нього електричного струму. Двигун ДК-202Б є електромотором колекторного типу та змішаного збудження. Обмотка збудження складається з двох кіл, одне з яких включене послідовно з роторним колом, а друге — паралельно. Це дозволяє використовувати переваги обох типів збудження в одному двигуні.
Система керування струмом через ТЕД реостатно-контакторна (РКСК) неавтоматична непряма (т. зв. Груповий реостатний контролер). Всі комутації силових кіл з пускогальмівних опорів і ТЕД виконуються водієм за допомогою керованого педалями контролера. Контролер містить у своєму складі реверсну, пускову і гальмівну підсистеми. При своєму ході педалі замикають і розмикають службові керуючі кола напругою в 100 В. До цих кіл приєднані контактори, які комутують пускогальмівні опори в силовому колі ТЕД. Таким чином організується якесь відділення водія від потужнострумних кіл з метою підвищення електробезпеки. Контролер має спеціальну систему блокувань, яка виключає варіанти замикання контакторів, що призводять до проходження надмірних струмів через ТЕД та пускогальмівні опори в результаті явно неправильних дій водія (наприклад, одночасного натискання на педалі ходу і гальм). Пускогальмівні опори обмежують струм через ТЕД, таким чином керують його швидкістю обертання і створюваним крутним моментом. У режимі гальмування РКСК формує відключений від контактної мережі замкнутий ланцюг з ТЕД (працює в режимі генератора електроенергії) і включених як навантаження гальмівних опорів. Струм, що виникає в цьому колі, створює усередині обмоток статора і ротора ТЕД протинаправлені магнітні потоки, що призводять до виникнення механічного моменту сили, що прагне зупинити обертання ротора. Таким чином реалізується електродинамічне гальмування тролейбуса. МТБ-82 має обмежену можливість рекуперативного гальмування — підключення ТЕД на останній ходової позиції організовано так, що при перевищенні максимальної швидкості 55 км/год (наприклад, при русі під ухил) він не може перевищити певну кутову швидкість обертання і віддає надлишкову енергію в контактну мережу. Тим самим він стабілізує швидкість тролейбуса на максимальній позначці, пригальмовуючи його при її перевищенні.

### Гальмівна система
Тролейбус МТБ-82 оснащувався трьома типами гальмів (не враховуючи згаданого вище рекуперативного — так як з його допомогою не можна уповільнити тролейбус при швидкості нижче 55 км/год) — електродинамічним, пневматичним та ручним механічним гальмом. Останні два за своєю суттю є приводами колодково-барабанного гальмівного механізму на обох мостах машини. При гальмуванні і зупинці вони працюють в наступній послідовності: спочатку тролейбус гальмується електродинамічним, його кінетична енергія трансформувалася в ТЕД в електричну і розвіювалася у вигляді тепла на пускогальмівних опорах. При малих швидкостях електродинамічне гальмування втрачало свою ефективність і тролейбус догальмовувася колодково-барабанним гальмом — колодки притискалися пневмоприводом до гальмівного барабана, і за рахунок сили тертя залишок кінетичної енергії переходив в теплову, нагріваючи барабан і колодки. Зупинений тролейбус фіксувався на місці ручним стоянковим гальмом. У разі екстреного гальмування всі три типи гальм могли бути використані одночасно.

## Де можна побачити

Музейний тролейбус МТБ-82 на території колишнього автобусного парку №3 (нині музей громадського транспорту). Київ, грудень 2016

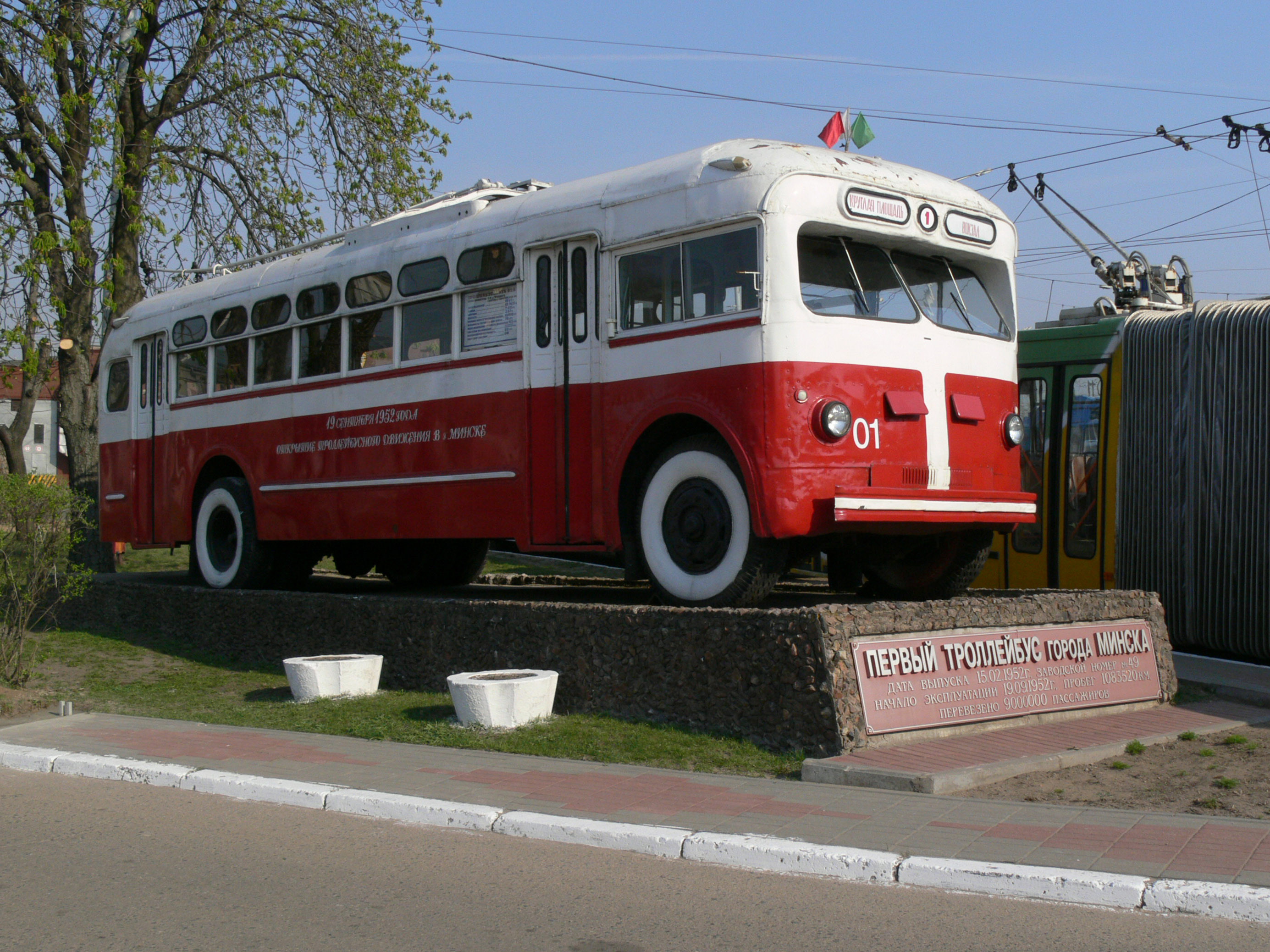
Пам'ятник першому мінському тролейбусу — МТБ-82 на постаменті

Лінійних МТБ-82, що працюють з пасажирами, на просторах колишнього СРСР давно вже не залишилося. Однак кілька машин цього типу було відреставровано ентузіастами історії транспорту, найчастіше з «роздягнених» корпусів. В Україні МТБ-82 залишився тільки в Києві у стані голого кузова. У Росії музейні ходові МТБ-82 є в Санкт-Петербурзі (див. Музей електричного транспорту Санкт-Петербурга), Москві (див. Музей пасажирського транспорту Москви) та Нижньому Новгороді. Невелика кількість ходових машин перебуває в інших містах СНД, наприклад, Мінську та Кишеневі; несамохідні тролейбуси-пам'ятники МТБ-82 існують ще в ряді міст СНД і на території заводу-виробника в місті Енгельсі. Також у Владивостоці в районі зупинки «Гайдамак» біля заводу «Ера» є вагон, перероблений для приміщення трансформаторної підстанції.
Московський МТБ-82Д і нещодавно відновлений причіп на його базі знаходяться на закритій території одного з тролейбусних депо міста, але досить часто беруть участь у парадах ретротехніки. Санкт-петербурзький МТБ-82Д може бути орендований усіма бажаючими для екскурсій і прогулянок по місту. Нижньогородський МТБ-82Д стоїть на добре видному місці на експозиційній музейної майданчику на території міського трамвайного депо № 1, але ближчий доступ до нього обмежений — необхідно заздалегідь отримати дозвіл у начальника депо. Найчастіше він надається організованим групам туристів. На лінію він виходить набагато рідше, ніж його побратими в Москві і Санкт-Петербурзі. Мінський МТБ-82Д стоїть просто неба на території тролейбусного парку № 2, бере участь тільки в парадах ретро-техніки і кінозйомках.

## МТБ-82 у мистецтві
Тролейбус МТБ-82 не раз потрапляв в кадри художніх і документальних фільмів, зняті в 1950-ті роки, і став одним з видимих символів тієї епохи. Оскільки практично всі МТБ-82 забарвлювалися в синій колір, у радянських городян того часу в розмовній мові навіть з'явилося стійке вираження «синій тролейбус». Оскільки до середини 1950-х років всі довоєнні тролейбуси були або модернізовані до рівня МТБ-82, або списані, то «синій тролейбус» однозначно ставився до цієї марки рухомого складу. У цій якості він не раз потрапляв у поетичну творчість тих років, наприклад, «Пісеньку про Опівнічний тролейбус» Булата Окуджави:
 Когда мне невмочь пересилить беду,

 Когда подступает отчаянье,

 Я в синий троллейбус сажусь на ходу,

 В последний, в случайный.
Сцена з тролейбусом МТБ-82 відкриває художній фільм « Перший тролейбус». Мінський екземпляр МТБ-82 можна побачити у фільмі «Стиляги» (цей тролейбус забарвлений в біло-червоний колір, в той час як всі мінські МТБ мали, як і тролейбуси інших радянських міст, жовто-синє забарвлення).
Описом МТБ-82 починається перший роман Юрія Трифонова «Студенти» (1950):
«Дві зупинки від будинку він проїхав у тролейбусі — у новому, просторому, жовто-синьому тролейбусі, — до війни таких не було в Москві. Зручні крісла були оббиті м'якою шкірою шоколадного кольору і візерунчастим плюшем. Тролейбус йшов плавно, як по воді».

## Цікаві факти
- Перший у світовій практиці тролейбусний поїзд був створений в в депо № 2 київським винахідником Володимиром Векличем[2] у 1966 році з використання двох тролейбусів марки МТБ-82/82Д [3], які були з'єднані між собою за системою Володимира Веклича. Поїзди МТБ отримали широке розповсюдження. Тільки у Києві за период з жовтня 1967 до липня 1968 року їх було сформовано 48 одиниць [4].
- Пізніше Володимиром Векличем була дороблена його система так, що дозволяла виконувати швидке розчеплення поїзда МТБ прямо на маршруті між ранковими та вечірніми годинами пік. Після розчеплення водій поїзда продовжував рух у першому тролейбусі, а водій наступного за ним поїзда пересідав на другий тролейбус розчепленого потяга. Знятий поїзд залишався на маршруті для відстою, або їхав у депо для профілактичного огляду. [5].
- У 1986-1991 роках по центральним вулицям Києва курсував екскурсійний тролейбус — унікальний раритет МТБ-82, які на той час вже зняли з експлуатації.[6]
- Тролейбус МТБ-82 можна побачити на російській поштовій марці «Автотранспорт» з серії «Росія. XX століття. Техніка », випущеної в 2000 році [7].